# 両側町
両側町（りょうがわちょう）は、道路や広場を挟んで両側に形成された町である。

## 概要
主に日本やヨーロッパの都市で見られる町の形態である。ヨーロッパでは広場の両側に形成されることもあるが、日本では、一般的に通りを中心とした両側町を考えることが多い。

## 歴史
日本における歴史は、平安時代後期から鎌倉時代に遡る。平安京では、当初は通りに囲まれた四角形の領域が街区の単位となっており、周囲には垣や溝を張り巡らせて、領域内にある建物が街路に対して閉鎖的な構造をとるように定められていた。しかし、商業が発達していくにつれ、通りに面して並んだ建物を店舗空間として利用するようになり、従来は街区の内側を向いていた町が、外側（通り側）を向くようになった。このような並びは「頬」（つら）と呼ばれ、町は4つの「頬」に分割された「四面町」へと変化していった。
さらに、14世紀後半になると、4つの「頬」は町内で独立して「四丁町」「片側町」と呼ばれる形態となった。そして、15世紀には、道路を挟んで向かい合う四丁町（片側町）同士が一体化して、両側町を形成していった。これは、南北朝の内乱や応仁の乱といった動乱の中で、京中の市民が自治自衛の必要性から、片側町同士で結びついた両側町を地域的まとまりの単位とするようになったことが原因であるといわれる。経済的・社会的背景を理由にしたこの変化は、のちの「町組」の形成にも繋がっていった。
江戸時代には、江戸の日本橋や京橋、大坂の船場など、各地の城下町にも両側町の町割りが形成された。
現代においても、京都では両側町の街並みが各地に見られ、両側町を基準とする住民コミュニティも強く残っている。両側町の中央を貫く通りは「オモテ」と呼ばれ、町の住民にとっての共同的生活空間としての役割を果たしている。